# 시타르트헬레인

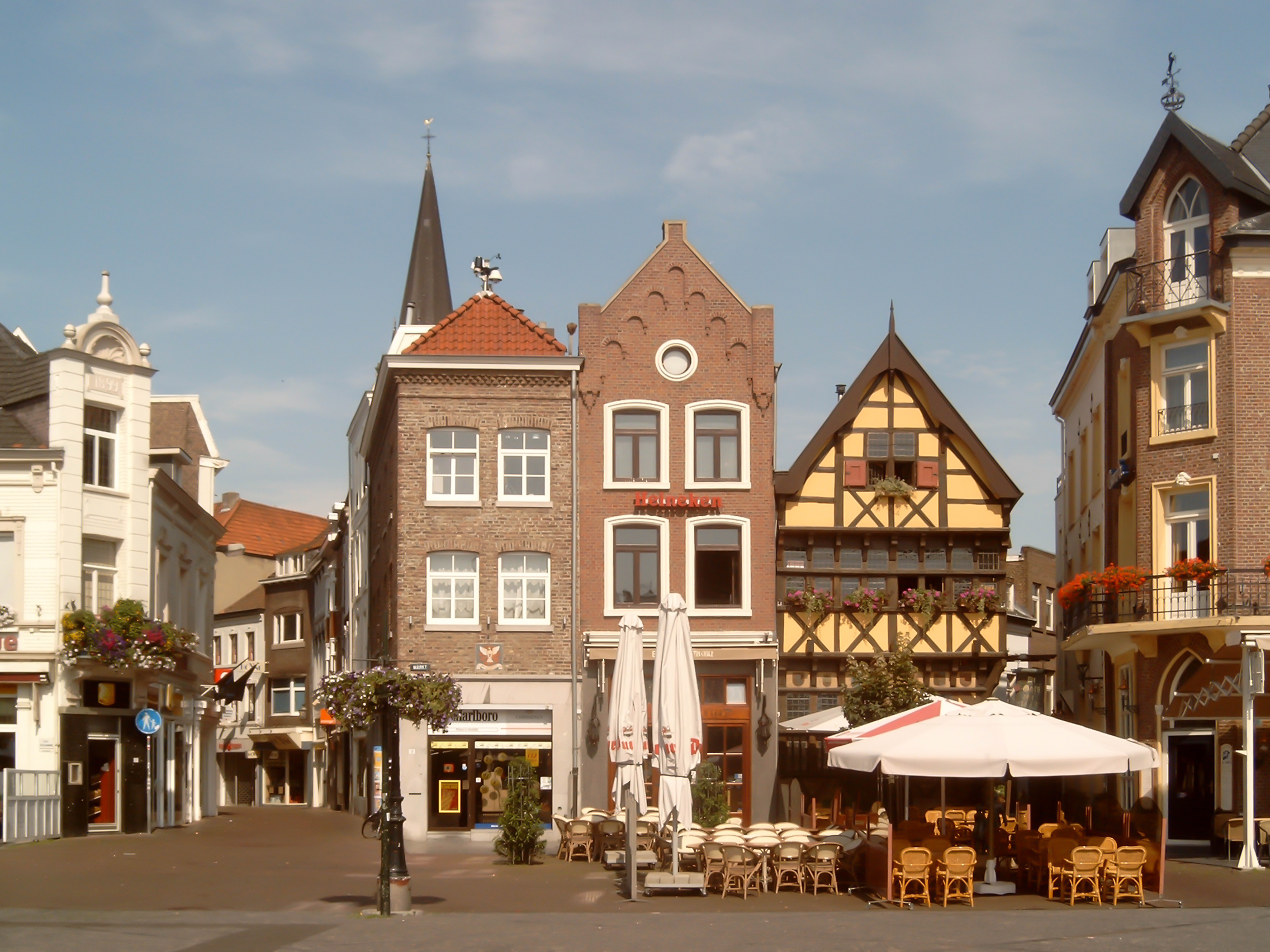
시타르트헬레인

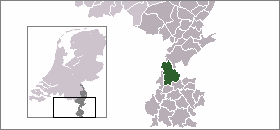
시타르트헬레인의 위치

시타르트헬레인(네덜란드어: Sittard-Geleen, 림뷔르흐어: Zittert-Gelaen)은 네덜란드 림뷔르흐주의 도시로 면적은 80.53km2, 높이는 47m, 인구는 93,736명(2014년 5월 기준), 인구 밀도는 1,186명/km2이다.

시기